# Volvo TP 21
Der Volvo TP 21 ist ein Geländefahrzeug der schwedischen Streitkräfte, das vorwiegend als mobile Funkstelle und als Kommando-Stabsfahrzeug genutzt wurde.

## Entstehungsgeschichte
In den 1940er-Jahren erkannte man den Bedarf der schwedischen Armee an geländegängigen geschlossenen Personenkraftwagen. Offene Kübelwagen erschienen wegen der Winterverhältnisse in Skandinavien weniger geeignet, die zuvor genutzten Fahrzeuge waren für den Betrieb im Gelände nicht geeignet. Als Lösung baute Volvo den Geländewagen TPV m/43 („Terrängpersonvagn m/43“) und rund 100 Stück des Halbkettenfahrzeuges Volvo HBT (auch „Artilleritraktor m/43“), wobei das Halbkettenfahrzeug zum Teil auf Lizenzen des deutschen Sd.Kfz. 10 basierte.
Bei Volvo leitete Nils-Magnus 'Måns' Hartelius die Entwicklung für die Militärfahrzeuge. Beginnend mit dem TPV m/43 entwickelte er leichte „Terrängpersonvagn“ und mittelschwere Mannschafts-/Transportfahrzeuge (Volvo C202 (Laplander) und Volvo C303) bis zu schweren Geländelastkraftwagen (Volvo TL 31). Die Modelle der Volvo-Militärfahrzeuge wurden größtenteils für die schwedische Armee gebaut. Einige der Fahrzeuge wurden an Feuerwehren und weitere öffentliche Einrichtungen geliefert; ein nennenswerter Export dieser Volvo-Fahrzeuge ist nicht bekannt. Als bemerkenswert an den Fahrzeugen hat sich die vom Hersteller beschriebene Langlebigkeit herausgestellt.
Der Volvo TP 21 (auch „Radiopersonterrängbil 915“) wurde von 1953 bis 1958 als Nachfolger des Volvo TPV m/43  gebaut. Der TP 51 war unter dem Spitznamen „Terrängsuggan“ bekannt, zu deutsch „Geländesau“, der auf das Basisfahrzeug, den Volvo PV800 (auch „Volvo Suggan“) zurückgeht. Das Fahrzeug ist in unterschiedlichen militärischen Farbgebungen bekannt. Sie reichen von Uni-matt-Grün und verschiedenen Tarnmustern bis zu einer beigefarbenen Wüstenvariante.

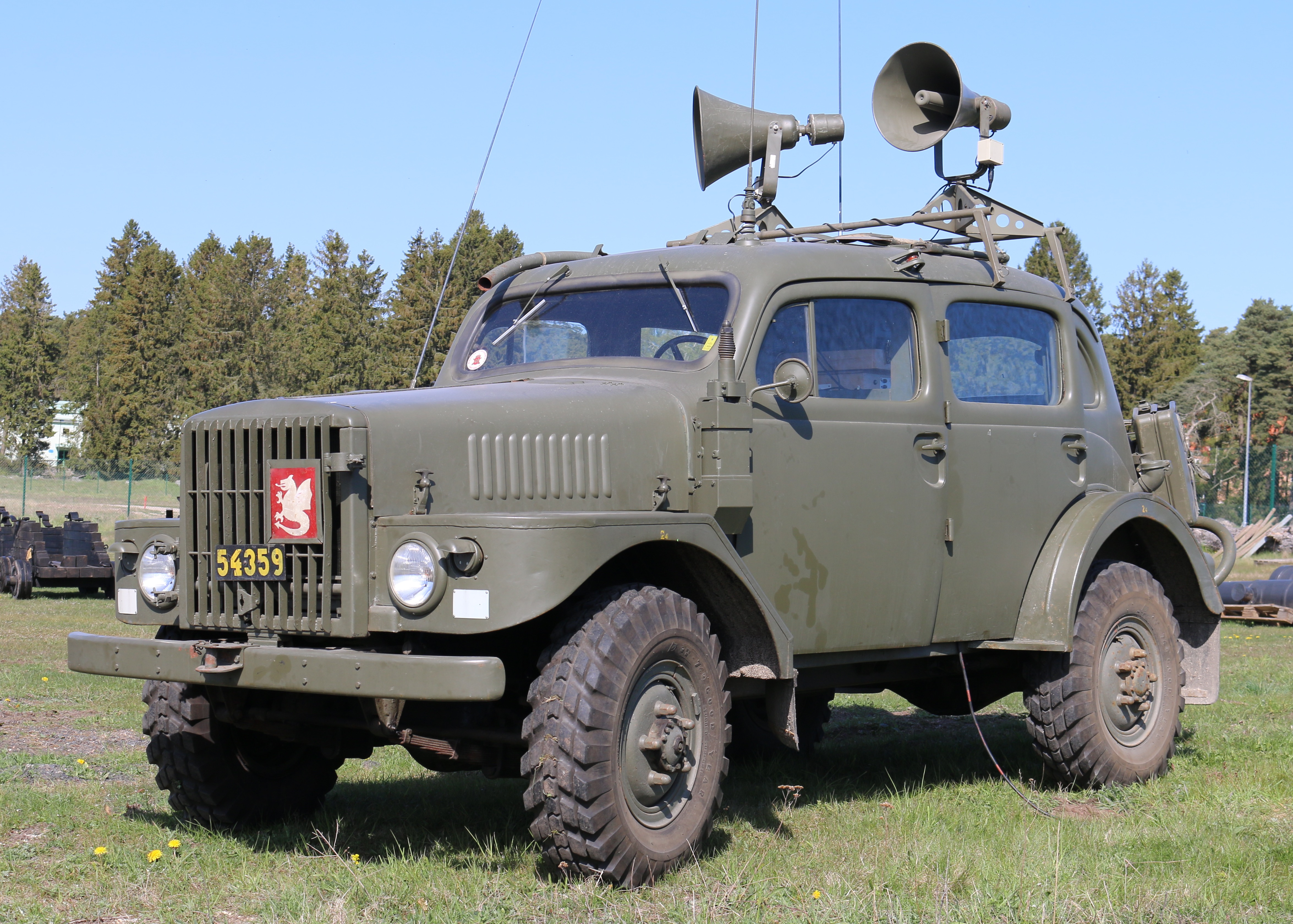
Volvo TP 21 RAPTGB 915 als Lautsprecherwagen
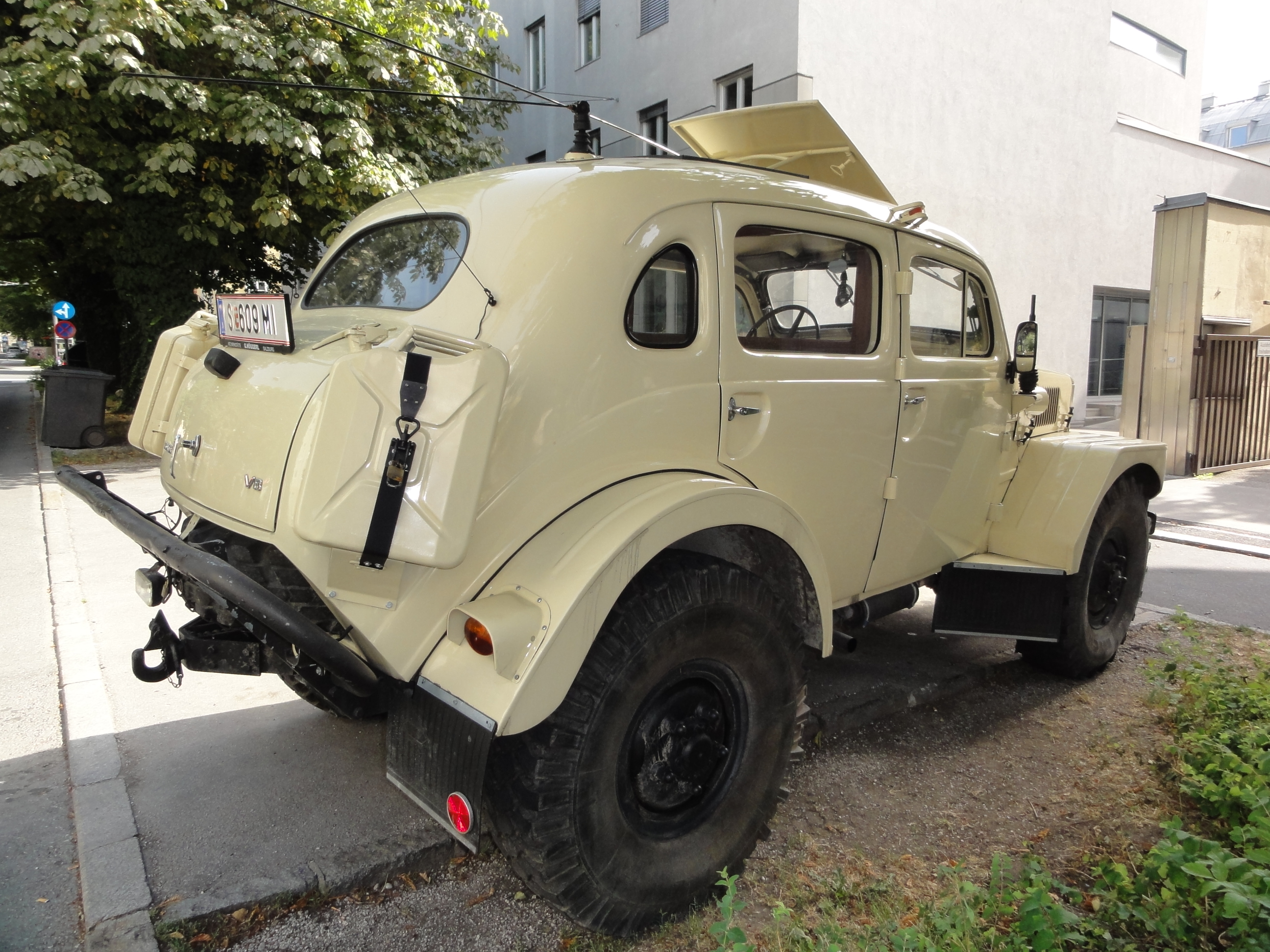
Volvo TP 21 Heckansicht mit Reservekanistern
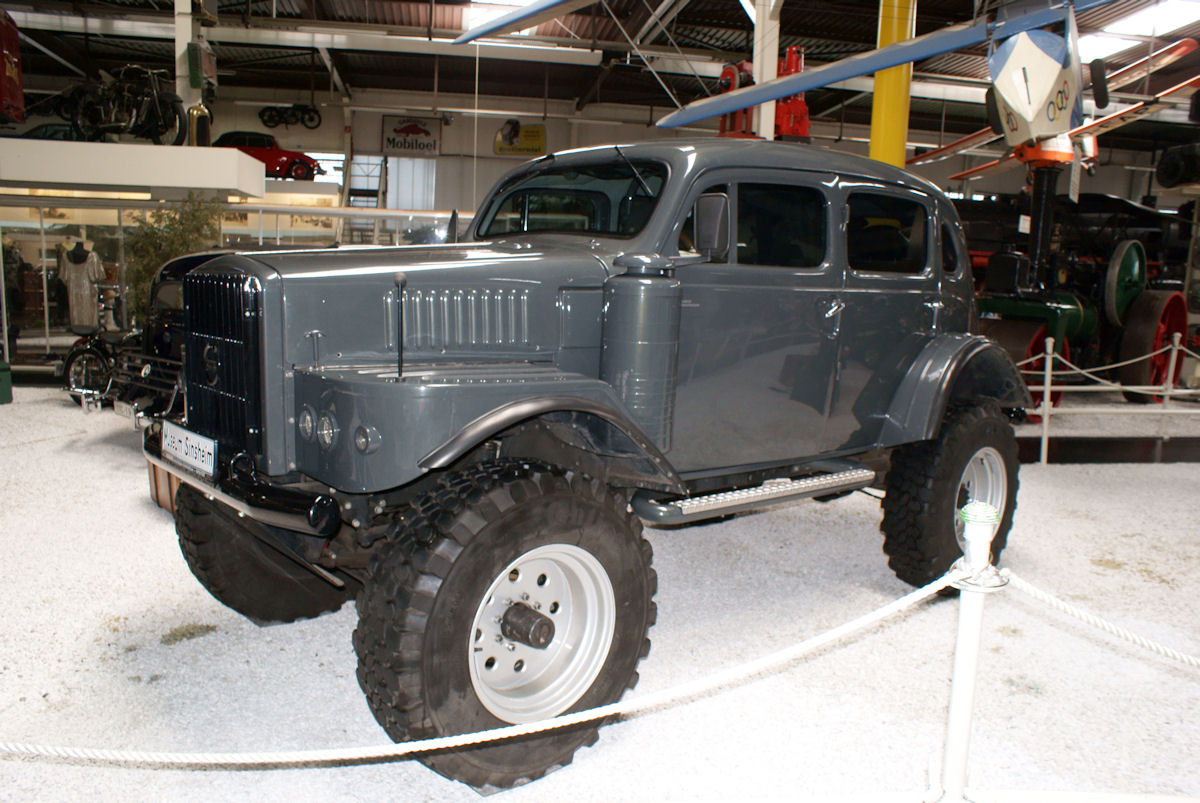
Volvo TP 21 Sonderumbau im Technik-Museum Sinsheim
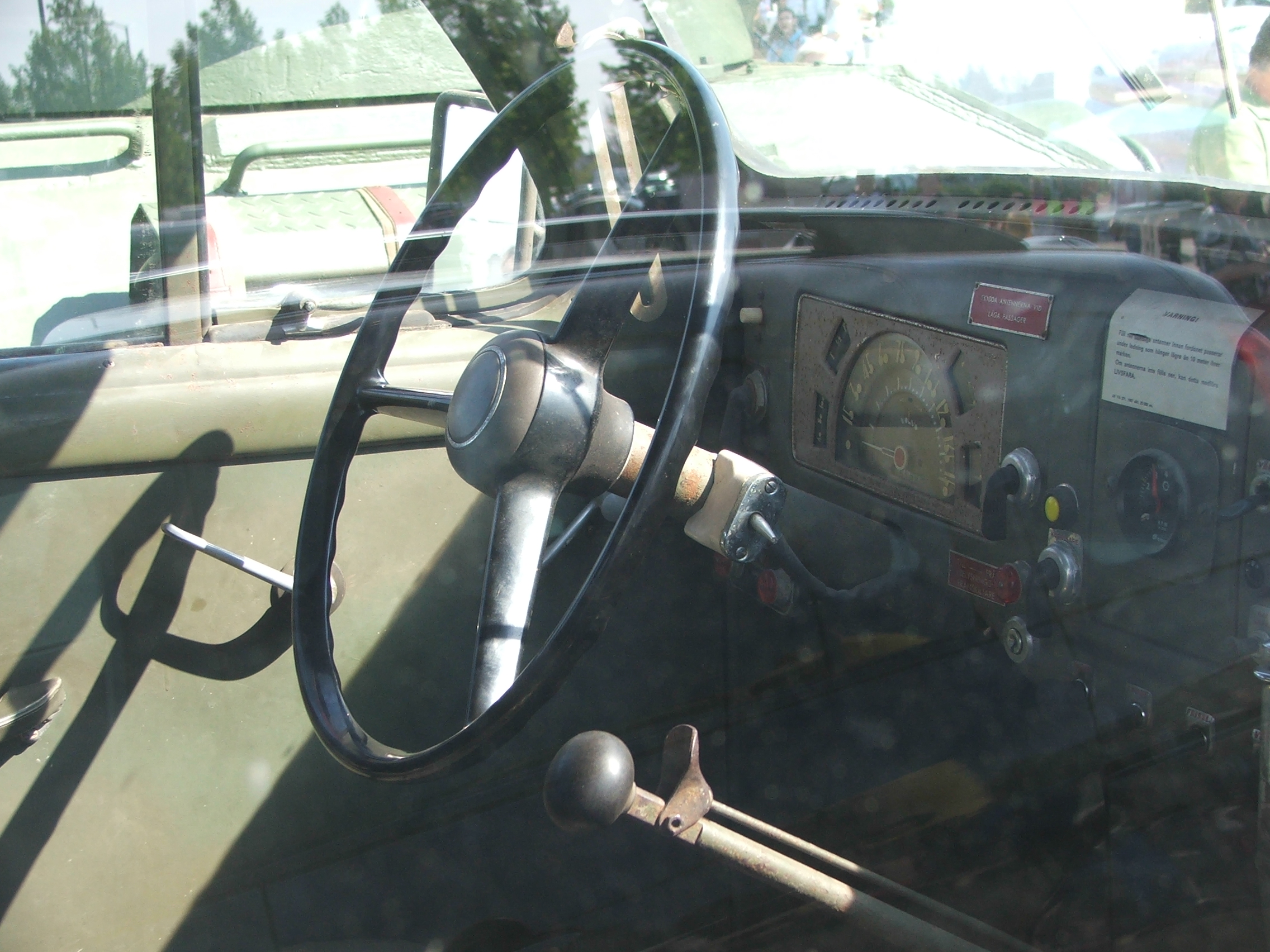
Volvo TP 21 Innenansicht

## Einsatz
Beim Militär wurden die Fahrzeuge hauptsächlich als Funkwagen in der Rolle von Kommando-Stabsfahrzeugen genutzt. Dazu passend war die Bezeichnung „Radiopersonterrängbil“, teils auch kurz „Radiobil“. Den TP 21 nutzte das Militär lange; die letzten Fahrzeuge wurden beim schwedischen Militär erst in den 1980er Jahren ausgesondert. Der TP 21 galt als schwierig bei Schaltvorgängen. Das einzige Fahrzeug, das als militärischer Verlust verzeichnet ist, wurde von einem schwedischen UN-Bataillon im Einsatz der UNEF I bei der Sueskrise genutzt. Es wurde am 4. Januar 1957 außerhalb von Port Said durch eine Panzermine zerstört. Von den 720 gebauten Fahrzeugen sind im 21. Jahrhundert etwa 250 verbliebene Fahrzeuge bei schwedischen Oldtimerfreunden bekannt.

## Technik

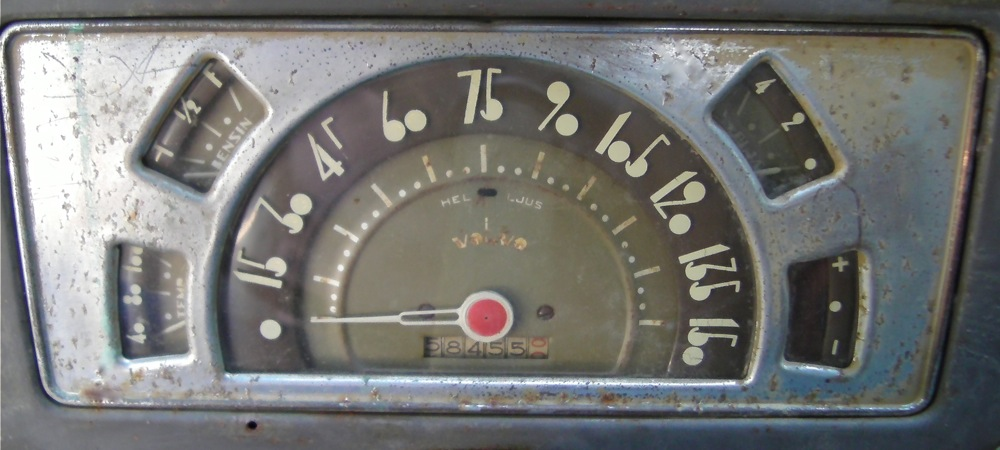
Volvo TP 21 – Armaturenbrett

Die Technik des Fahrzeuges basiert auf Volvo-Militärlastkraftwagen sowie dem Lkw-Typ Volvo-L340 und Karosserieteilen des Volvo PV800. Neben der Militärversion RAPTGB 915 baute Volvo weitere Varianten in der 4×4-TP-Baureihe und der 6×6-TL-Baureihe, die nachfolgend dargestellt sind:
| Typ   | Produktion von–bis | Stückzahl | Motor                | Gewicht 4 × 4 | Gewicht 6 × 6 |
| ----- | ------------------ | --------- | -------------------- | ------------- | ------------- |
| TP 11 | 1953–54            | 100       | A6/105               | 3.500 kg      |               |
| TP 12 | 1956–57            | 165       | A6/115               | 4.000 kg      |               |
| TP 21 | 1953–58            | 720       | ED/90                | 2.880 kg      |               |
| TL 22 | 1954–59            | 857       | A6/105–115           |               | 6.420 kg      |
| TL 31 | 1956–62            | 920       | D96AS/150 TD96AS/185 |               | 12.500 kg     |

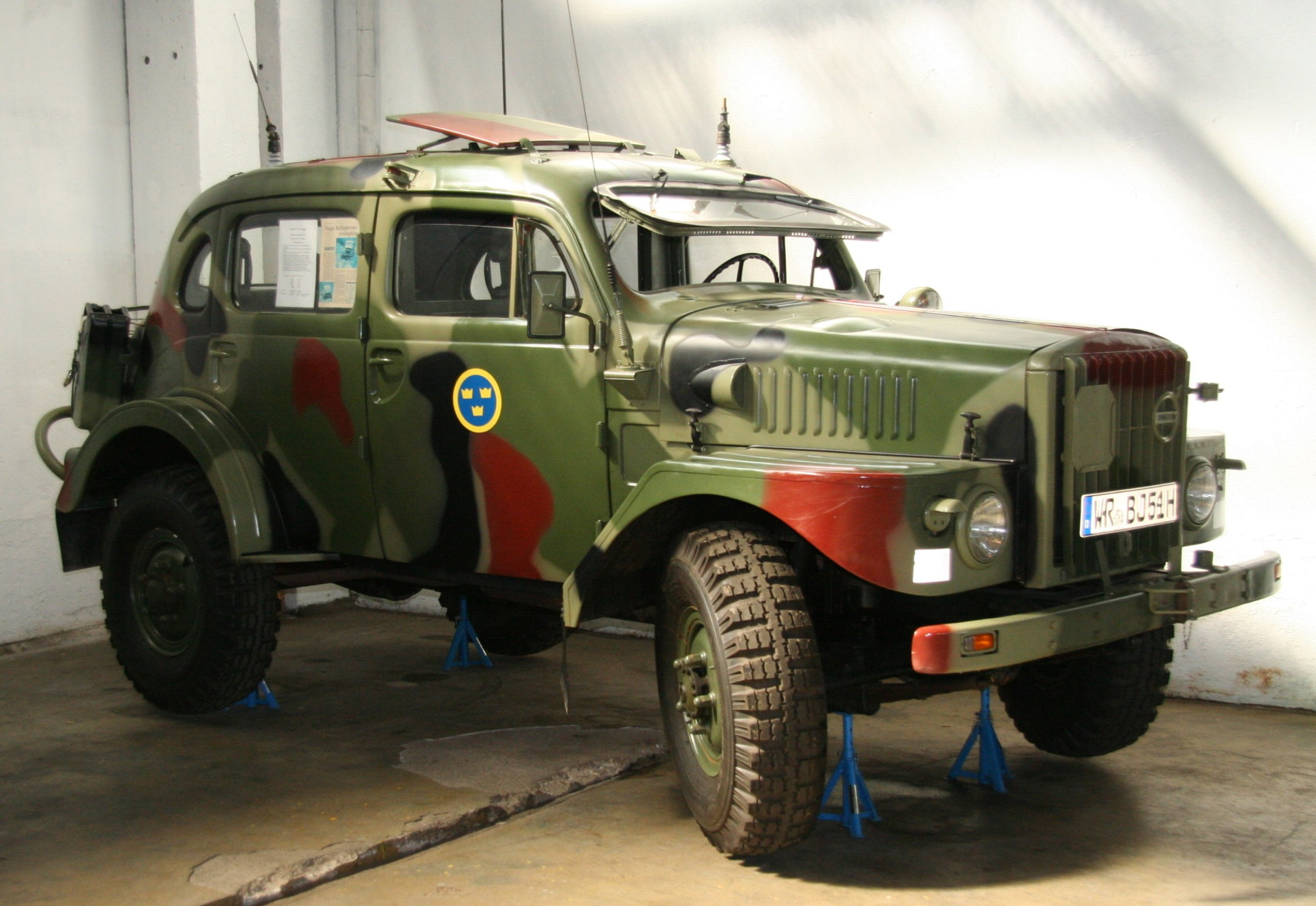
Volvo TP 21 mit geöffneter Frontscheibe und offener Dachklappe

Der TP 21 wurde hauptsächlich als geschlossener Viertürer in Anlehnung an die Taxikarosserie des Volvo PV800 gebaut. Die Frontpartie basiert auf den Lkw-Baureihen der Volvo-Werke und hat Ähnlichkeiten mit den Vorkriegsmodellen Volvo LV81 und Volvo LV93-95. Zum Teil ließen sich bei den Fahrzeugen die Frontscheiben und Dachklappen öffnen. Seltener sind Versionen mit Faltdach.
Für den TP 21 waren genormte Staukisten vorgesehen. Beispiele dazu sind:
- M865-2241 Reservdelssats, Låda 1–7 (Kisten 1 bis 7)
- M8650-224110 Reservdelssats, Kolli 1–7 (7) (Gebinde 1 bis 7)

Als weiteres Zubehör des TP 21 ist neben den Funkgeräten Ra 422 und Ra 200 ein Fahrradträger bekannt.

## Sonstiges
Das Fahrzeug erfüllte bei der Einführung die Anforderungen und blieb lange Zeit im Militärdienst. Die an den Volvo PV800 angelehnte Karosserieform ist für Militärfahrzeuge ungewöhnlich, was den Fahrzeugen einen hohen Wiedererkennungswert verleiht. Etwa ein Drittel der produzieren Fahrzeuge blieb erhalten und findet sich bei Sammlern oder in Ausstellungen. Im Oldtimermarkt sind fahrbereite TP 21 selten anzutreffen; das Fahrzeug gilt als Exot. Im 21. Jahrhundert ist das Fahrzeug in etlichen Militärmuseen ausgestellt.